# دار الإذاعة التونسية

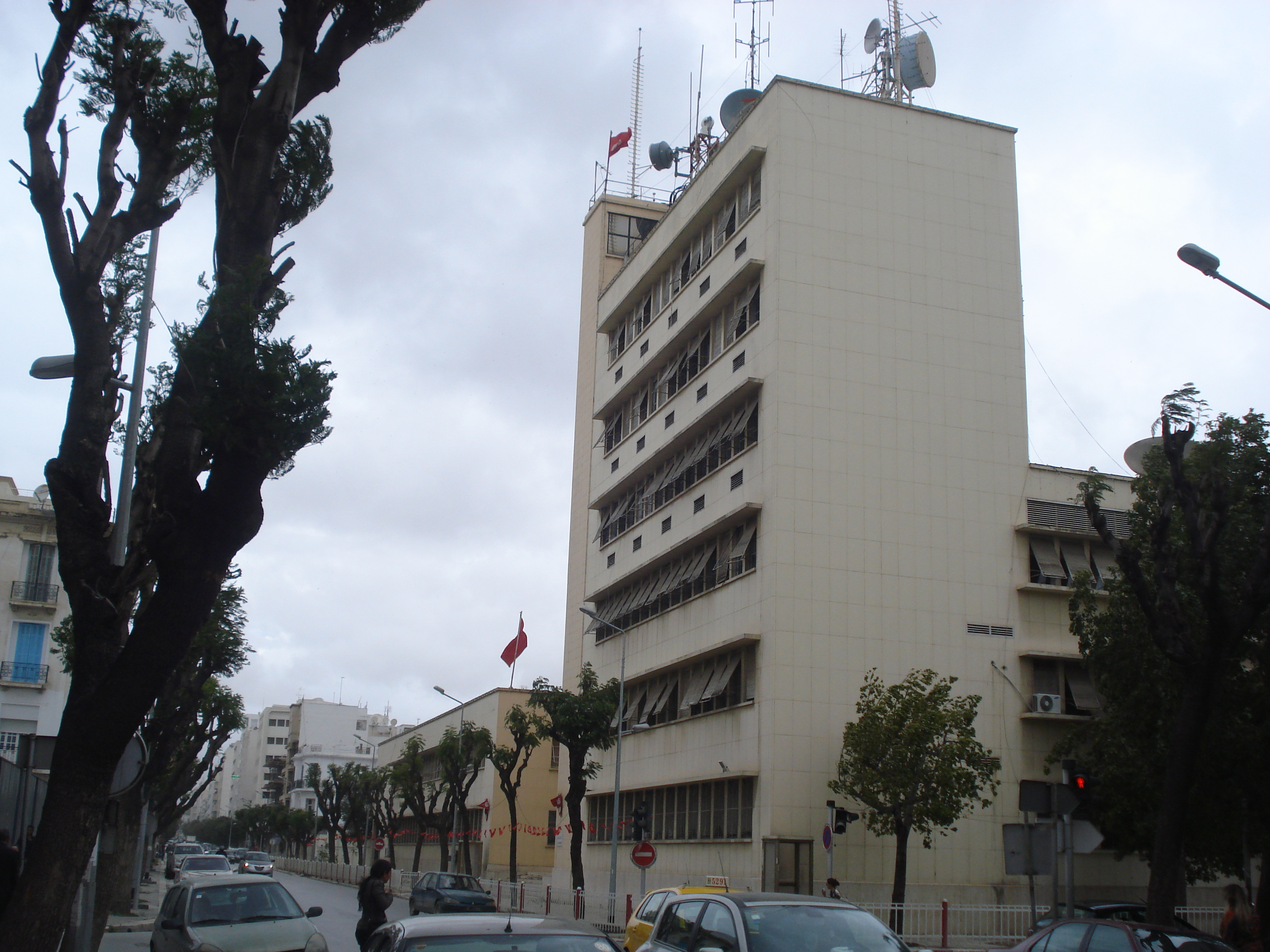
واجهة دار الإذاعة التونسية.

دار الإذاعة التونسية هي البناية الواقعة في 71 شارع الحرية في حي لافاييت في تونس العاصمة في تونس. يحتضن المبنى منذ 1954 مقرات الإذاعات التونسية العمومية ذات البث الوطني. في نفس الوقت، احتضنت بين 1965 و2010 مقر مؤسسة التلفزة التونسية.

## البناء
مقر الإذاعة الوطنية الواقع في نهج أثينا أصبح ضيقا لاستيعاب محطتين إذاعيتين، الأولى بعثث في 1938 باللغتين الفرنسية والإيطالية (وبالعربية في السنة الأولى)، والثانية أطلقت في 1939 وناطقة باللغة العربية، فقررت السلطات الفرنسية إنشاء مقر جديد للإذاعة يقع في جادة باريس (الاسم غير إلى نهج الحرية بعد الاستقلال).

## الإذاعات
دار الإذاعة التونسية تحتضن مقرات أربعة إذاعات ذات بث وطني: 
- إذاعة تونس الدولية بعثت في 1938.
- الإذاعة الوطنية بعثت في 1939 (بث باللغة العربية في 1938 و1939 على نفس الإذاعة الناطقة بالفرنسية).
- إذاعة الشباب بعثت في 1995.
- إذاعة تونس الثقافية بعثت في 2006.
- راديو بانوراما بعثت في 2016.

## اللوحة الجدارية
بهو الطابق الأول يحتوى على لوحة جدارية جصية نحتها زبير التركي في 1962 وتمثل عدة فنانين تونسيين عاشوا في القرن العشرين.